# Draft NFL 1965
Il Draft NFL 1965 si è tenuto il 28 novembre 1964. Questo draft fu caratterizzato dall'incapacità dei St. Louis Cardinals di riuscire a mettere sotto contratto Joe Namath, che preferì firmare con i New York Jets della American Football League.

## Primo giro
|  | = Pro Bowler |  | = AFL All-Star |  |  | = Hall of Famer |

| Scelta # | Squadra                                     | Giocatore           | Ruolo         | College          |
| -------- | ------------------------------------------- | ------------------- | ------------- | ---------------- |
| 1        | New York Giants                             | Tucker Frederickson | Back          | Auburn           |
| 2        | San Francisco 49ers                         | Ken Willard         | Fullback      | North Carolina   |
| 3        | Chicago Bears (Dai Pittsburgh Steelers)     | Dick Butkus         | Linebacker    | Illinois         |
| 4        | Chicago Bears                               | Gale Sayers         | Halfback      | Kansas           |
| 5        | Dallas Cowboys                              | Craig Morton        | Quarterback   | California       |
| 6        | Chicago Bears (Dai Washington Redskins)     | Steve DeLong        | Tackle        | Tennessee        |
| 7        | Green Bay Packers (Dai Philadelphia Eagles) | Donny Anderson      | Halfback      | Texas Tech       |
| 8        | Minnesota Vikings                           | Jack Snow           | End           | Notre Dame       |
| 9        | Los Angeles Rams                            | Clancy Williams     | Halfback      | Washington State |
| 10       | Green Bay Packers                           | Larry Elkins        | Wide receiver | Baylor           |
| 11       | Detroit Lions                               | Tom Nowatzke        | Fullback      | Indiana          |
| 12       | St. Louis Cardinals                         | Joe Namath          | Quarterback   | Alabama          |
| 13       | San Francisco 49ers (Dai Cleveland Browns)  | George Donnelly     | Back          | Illinois         |
| 14       | Baltimore Colts                             | Mike Curtis         | Linebacker    | Duke             |

## Hall of Fame
All'annata 2013, cinque giocatori della classe del Draft 1965 sono stati inseriti nella Pro Football Hall of Fame:
- Gale Sayers, halfback dalla University of Kansas scelto come quarto assoluto dai Chicago Bears.

Induzione: Professional Football Hall of Fame, classe del 1977.
- Dick Butkus, linebacker dalla University of Illinois at Urbana-Champaign scelto come terzo assoluto dai Chicago Bears.

Induzione: Professional Football Hall of Fame, classe del 1979.
- Joe Namath, quarterback da Alabama scelto come dodicesimo assoluto dai St. Louis Cardinals, preferì firmare coi New York Jets.

Induzione: Professional Football Hall of Fame, classe del 1985.
- Fred Biletnikoff, wide receiver dal Florida State scelto nel terzo giro come 39º assoluto dai Detroit Lions, preferì firmare con gli Oakland Raiders.

Induzione: Professional Football Hall of Fame, classe del 1988.
- Chris Hanburger, linebacker dalla University of North Carolina scelto nel 18º giro come 245º assoluto dai Washington Redskins.

Induzione: Professional Football Hall of Fame, classe del 2011.